# Curt Appelgren
Curt Henning Edvard Harrysson Appelgren, född 4 januari 1943 i Stockholm, är en svensk operasångare (basbaryton).
Appelgren studerade vid Musikhögskolan i solistklassen i violin 1960–1965 och tog musikdirektörsexamen 1965. Han spelade därefter en tid viola i Freskkvartetten. Åren 1971–74 gick han solosångsklassen för bland andra Erik Saedén. Han debuderade som solist i rollen som Dulcamara i Kärleksdrycken av Donizetti på Drottningholmsteatern 1975. Appelgren var anställd vid Kungliga Teatern i Stockholm under åren 1976–78 och 1983–97. Bland rollerna kan nämnas Pogner i Mästersångarna i Nürnberg, Basilio i Barberaren i Sevilla, Leporello i Don Giovanni, Scarpia i Tosca, Jochanaan i Salome och Golaud i Pelléas och Melisande.
Han har gästspelat i bland annat Glyndebourne, Berlin, London, Köpenhamn, Rom, Hongkong, Moskva och Basel.

## Roller (urval)
- Rocco i Fidelio, Ludwig van Beethoven
- Oroveso i Norma, Vincenzo Bellini
- Bottom i En midsommarnattsdröm, Benjamin Britten
- huvudrollen i Wozzeck, Alban Berg
- Golaud i Pelléas och Melisande, Claude Debussy
- Dulcamara i Kärleksdrycken och Cecil i Maria Stuarda, Gaetano Donizetti
- Fadern i Hans och Greta, Engelbert Humperdinck
- huvudrollen i Don Quichotte, Jules Massenet
- Seneca i Poppeas kröning, Claudio Monteverdi
- Don Alfonso i Così fan tutte, Leporello i Don Giovanni, Publius i Titus mildhet och talaren i Trollflöjten, Wolfgang Amadeus Mozart
- Sharpless i Madama Butterfly, huvudrollen i Gianni Schicchi och Scarpia i Tosca, Giacomo Puccini
- Basilio i Barberaren i Sevilla, Gioacchino Rossini
- Pontifex i La Vestale,  Gaspare Spontini
- Geisterbote i Die Frau ohne Schatten, Orestes i Elektra och Jochanaan i Salome, Richard Strauss
- Paolo i Simon Boccanegra och Monterone i Rigoletto, Giuseppe Verdi
- Holländaren i Den flygande holländaren, Pogner i Mästersångarna i Nürnberg, Amfortas i Parsifal, Fasolt i Rhenguldet, Lantgreven i Tannhäuser och Marke i Tristan och Isolde, Richard Wagner